# Joshy
Joshy is een Amerikaanse film uit 2016, geschreven en geregisseerd door Jeff Baena. De film ging in wereldpremière op 24 januari op het Sundance Film Festival in de U.S. Dramatic Competition.

## Verhaal
Nadat Josh’ verloving slecht eindigt, besluit hij van zijn nieuw leven als vrijgezel te profiteren en plant een feestje met enkele van zijn vrienden in Ojai, Californië. Zijn egocentrische vrienden zijn enkel met zichzelf en drugs bezig en vermijden te vragen aan Josh hoe hij zich voelt. Terwijl zowel welkome als onwelkome gasten langskomen, moet Josh tijdens het weekend met de vrienden, een beslissing nemen over hoe verder te gaan met zijn leven.

## Rolverdeling
| Acteur             | Personage |
| ------------------ | --------- |
| Thomas Moddleditch | Josh      |
| Adam Pally         | Ari       |
| Alex Ross Perry    | Adam      |
| Nick Kroll         | Eric      |
| Brett Gelman       | Greg      |
| Jenny Slate        | Jodi      |